# 阿玛尔忒娅
阿玛尔忒娅（英語：Amalthea）。古希腊女性神祇之一。为海中仙女之一。曾与河神歐開諾斯之间保持着重要联系。她的形象反映了古希腊神话之早期历史。为木卫五之得名之溯源。她有時候以山羊的形象出現，並在“山羊山”的洞穴裡面哺乳嬰兒。
其實阿玛尔忒娅是養育宙斯的人

## 保護
宙斯為了紀念阿玛尔忒娅，在她死後取走她化身為山羊的皮膚，成為宙斯用於護身的神盾。

## 扩展阅读
- Kerenyi, Karl. The Gods of the Greeks. London: Thames & Hudson, 1951.